# Orthosie (satelit)
Orthosie (/or'to.si.e/)  cunoscut și sub denumirea de Jupiter XXXV, este un satelit natural al lui Jupiter. A fost descoperit de o echipă de astronomi de la Universitatea din Hawaii condusă de Scott S. Sheppard în 2001 și a primit inițial denumirea temporară  S/2001 J 9.
Orthosie are aproximativ 2 kilometri în diametru și orbitează în jurul lui Jupiter la o distanță medie de 21.075.662 km în 625,7 de zile, cu o înclinație de 146.46 ° față de ecliptică (143° la ecuatorul lui Jupiter), într-o direcție retrogradă și cu o excentricitate de 0,3376.
A fost numit în august 2003 după Orthosie, zeița greacă a prosperității și una din Ore. Orele erau fiicele lui Zeus și Themis.
Orthosie aparține grupului Ananke.